# پوپلین
پوپلین (به چکی: Popelín) یک منطقهٔ مسکونی در جمهوری چک است که در ناحیه ییندریخوف هرادتس واقع شده‌است. پوپلین ۱۳٫۴۶ کیلومتر مربع مساحت و ۵۰۲ نفر جمعیت دارد و ۵۷۵ متر بالاتر از سطح دریا واقع شده‌است.